# Jarosław Denysenko

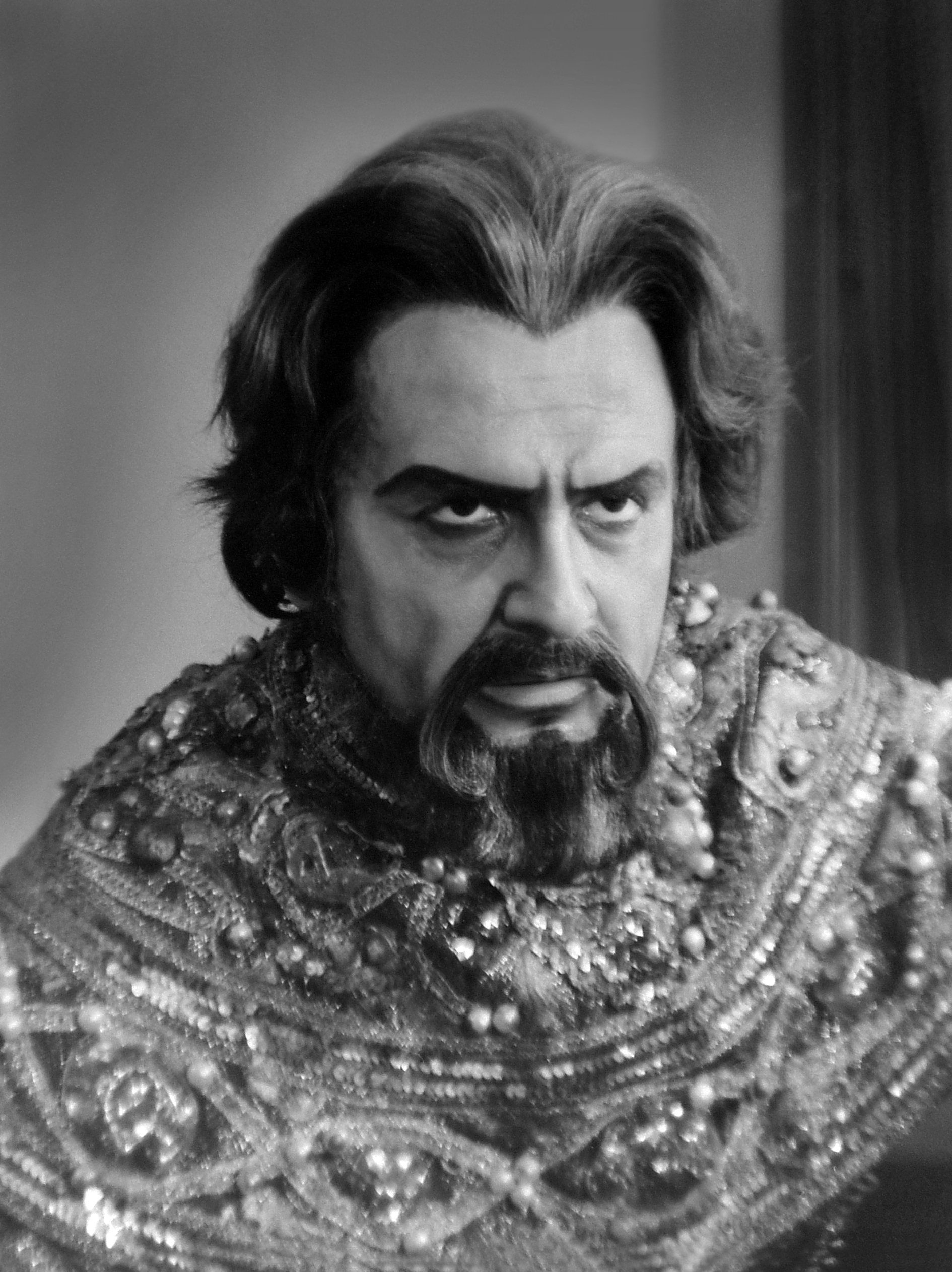
Foto: Jarosław Denysenko (1972)

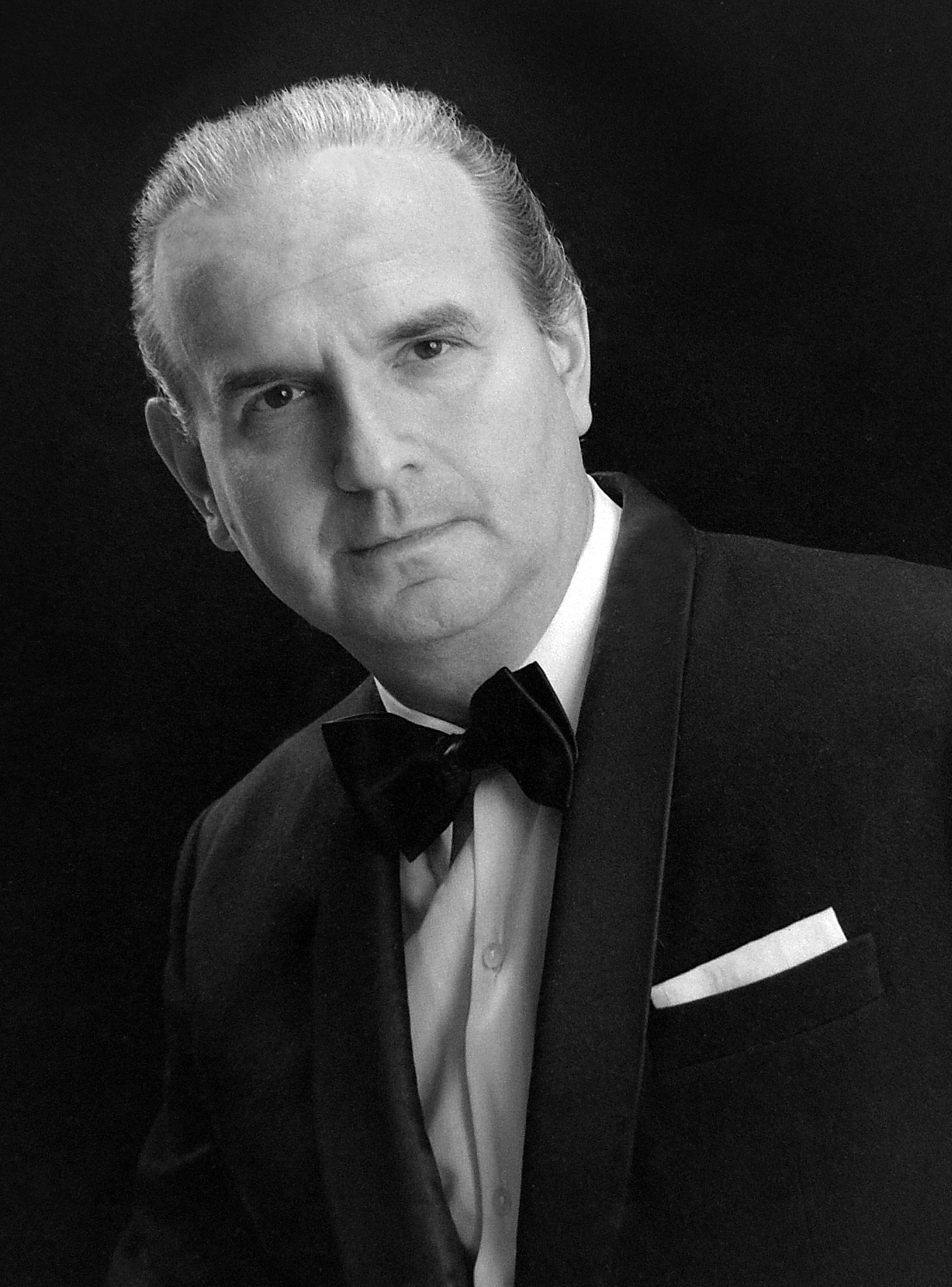
Foto: Jarosław Denysenko (1977)

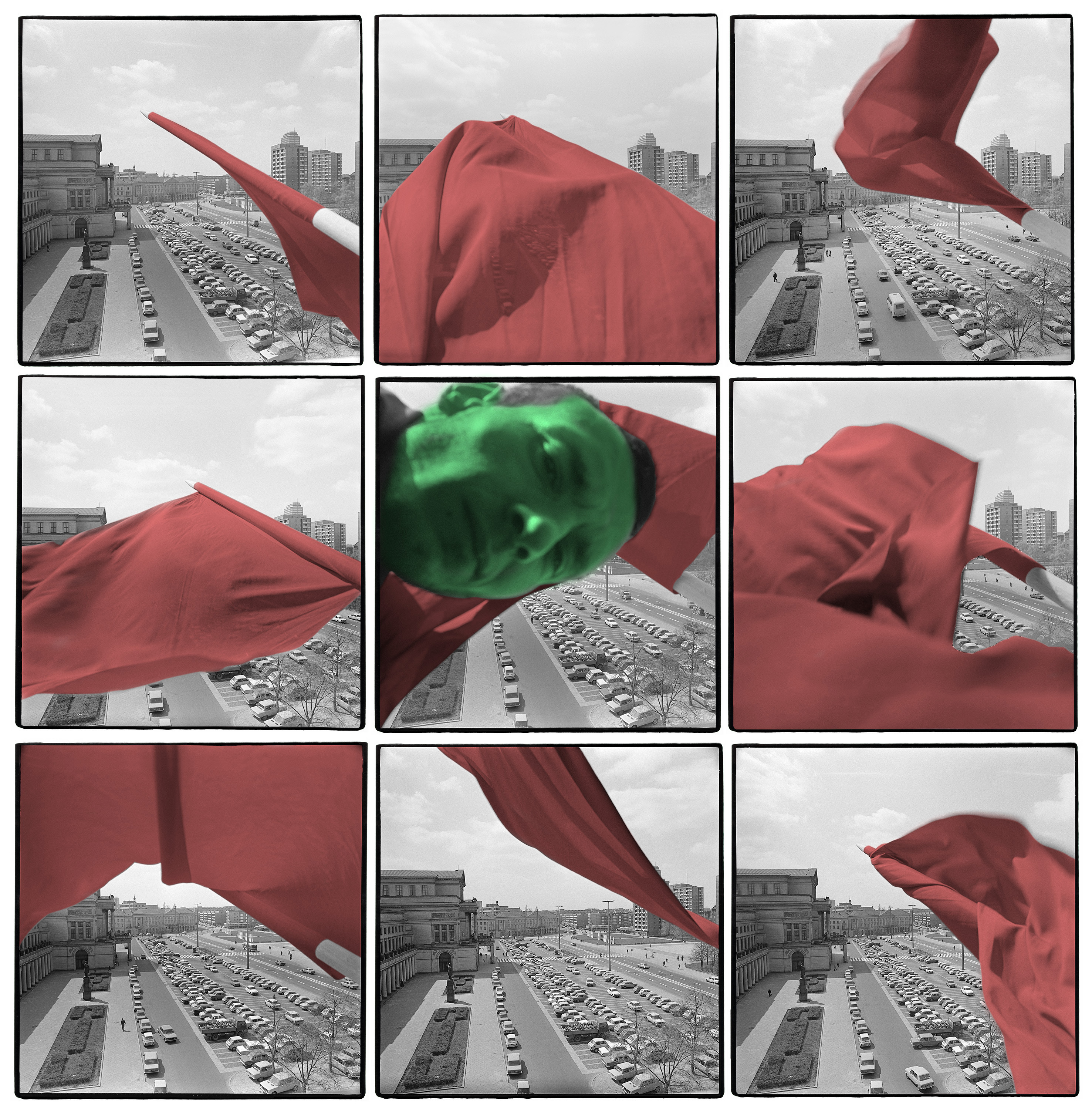
Foto: Jarosław Denysenko (30 kwietnia 1980) – Flaga 1980

Jarosław Denysenko (ur. 5 lipca 1953 w Krakowie) – polski artysta fotograf, uhonorowany tytułem Artiste FIAP (AFIAP). Członek rzeczywisty Okręgu Warszawskiego Związku Polskich Artystów Fotografików. Członek fotograficznej grupy twórczej Klubu 6x6 – członka zbiorowego Federacji Amatorskich Stowarzyszeń Fotograficznych w Polsce. Były wykładowca Studium Fotografii ZPAF.

## Życiorys
Związany ze warszawskim środowiskiem fotograficznym – od 1965 mieszka i tworzy w Warszawie.  Fotografuje od początku lat 70. XX wieku. Miejsce szczególne w jego twórczości zajmuje fotografia aktu, fotografia architektury, fotografia dokumentalna, fotografia krajobrazowa, fotografia kreacyjna, fotografia martwej natury, fotografia mody, fotografia portretowa, fotografia reklamowa oraz fotografia reportażowa. W latach 1973–1985 uczestniczył w pracach Klubu 6x6 – fotograficznej grupy twórczej będącej członkiem zbiorowym Federacji Amatorskich Stowarzyszeń Fotograficznych w Polsce. W 1980 został przyjęty w poczet członków rzeczywistych Okręgu Warszawskiego Związku Polskich Artystów Fotografików (legitymacja nr 544). Jest laureatem nagrody Rady Artystycznej ZPAF – za najlepszy debiut 1980. W tym samym roku został wyróżniony Dyplomem Honorowym Ministerstwa Kultury i Sztuki za osiągnięcia w upowszechnianiu kultury. Publikował swoje zdjęcia w wielu polskich i zagranicznych czasopismach, m.in. w specjalistycznej prasie fotograficznej – Foto,  Foto Kino Magazin (NRD), Fotografia, Photography Year Book (Anglia), W 1999 został umieszczony w Antologii fotografii polskiej – albumie fotograficznym wydanym pod redakcją Jerzego Lewczyńskiego.
Jarosław Denysenko jest autorem wielu wystaw fotograficznych; indywidualnych, zbiorowych oraz pokonkursowych. Brał aktywny udział m.in. w Międzynarodowych Salonach Fotograficznych, organizowanych (m.in.) pod patronatem FIAP, zdobywając wiele akceptacji, nagród, wyróżnień, dyplomów, listów gratulacyjnych. Pokłosiem udziału w Międzynarodowych Salonach Fotograficznych (pod patronatem FIAP) było przyznanie mu (w 1982) tytułu honorowego Artiste FIAP (AFIAP) przez Międzynarodową Federację Sztuki Fotograficznej FIAP – obecnie z siedzibą w Luksemburgu.

## Wystawy indywidualne
| Lp. | Tytuł wystawy                        | Miejsce                   | Data | Miejscowość    | Kraj     |
| --- | ------------------------------------ | ------------------------- | ---- | -------------- | -------- |
| 1   | Punkt widzenia                       | Galeria Hybrydy           | 1980 | Warszawa       | Polska   |
| 2   | Fotografia                           | Galeria fs                | 1984 | Biała Podlaska | Polska   |
| 3   | ...od sierpnia 80' tylko Panienki... | Stara Galeria ZPAF        | 1985 | Warszawa       | Polska   |
| 4   | Panienki                             | Stara Galeria ZPAF        | 1985 | Warszawa       | Polska   |
| 5   | Panienki                             | Galeria ZPAF              | 1985 | Kraków         | Polska   |
| 6   | Panienki                             |                           | 1986 | Radom          | Polska   |
| 7   | Dziewczyny                           | Czarna Galeria BWA        | 1986 | Legnica        | Polska   |
| 8   | Panienki                             | Dom Kultury               | 1987 | Piła           | Polska   |
| 9   | Dziewczyny                           | Galeria Związku Plastyków | 1991 | Mińsk          | Białoruś |

Źródło.

## Wystawy zbiorowe
| Lp. | Tytuł wystawy                                                | Miejsce         | Data | Miejscowość         | Kraj   |
| --- | ------------------------------------------------------------ | --------------- | ---- | ------------------- | ------ |
| 1   | Złocisty Jantar                                              |                 | 1977 | Gdańsk              | Polska |
| 2   | Foto-Expo                                                    |                 | 1977 | Poznań              | Polska |
| 3   | IV Fotograficzne Biennale Młodych                            |                 | 1978 | Gliwice             | Polska |
| 4   | IX Gorzowskie Konfrontacje Fotograficzne                     |                 | 1978 | Gorzów Wielkopolski | Polska |
| 5   | Międzynarodowe Biennale Fotografii Artystycznej Małe Formaty |                 | 1978 |                     | Polska |
| 6   | I Ogólnopolski Przegląd Fotografii Socjologicznej            |                 | 1980 | Bielsko-Biała       | Polska |
| 7   | Foto-Expo                                                    |                 | 1981 | Poznań              | Polska |
| 8   | Prezentacje                                                  | Galeria WAREXPO | 1981 | Warszawa            | Polska |
| 9   | Aneks do..                                                   | Galeria Od Nowa | 1981 | Poznań              | Polska |
| 10  | Polska współczesna fotografia artystyczna                    | Galeria Zachęta | 1985 | Warszawa            | Polska |
| 11  | Polska współczesna fotografia artystyczna                    | Muzeum Narodowe | 1985 | Wrocław             | Polska |
| 12  | Wystawa z okazji 40-lecia ZPAF                               | Galeria Zachęta | 1987 | Warszawa            | Polska |
| 13  | Krajobrazy świata w fotografii polskich podróżników          | Galeria Zachęta | 1987 | Warszawa            | Polska |
| 14  | Libido                                                       | Galeria Zamkowa | 1988 | Lublin              | Polska |
| 15  | Polnische Kunst Heute                                        |                 | 1989 | Grevenbroich        | Niemcy |

Źródło.